# Glaudi Brueis
Glaudi Brueis fou un escriptor en occità, nascut a Ais de Provença el 1570. De família benestant, era fill d'un dirigent de la Lliga catòlica a la Provença, també fou parlamentari i actiu políticament. Autor del Jardin dei Musas provençalas (1628), publicat a Ais de Provença. El 1622 publicà un poema a l'entrada de Lluís XIII de França a Ais, i també 65 cançons, tres ballets (amb elogi de l'alcoholisme, les marcolfes i la follia universal), i sis comèdies (Comèdia a onze Personatges i dues Comèdias a sèt Personatges).
També va compondre Ordonanças de Caramentrant, Arenga funèbra sur la mòrt de Caramentrant i Rencòntre de Chambrieras, peces breus d'estil groller, farses nodrides d'elements italians influïdes de François Rabelais i d'Aristòfanes que més tard influirà en Molière.